# Halo 4: Forward Unto Dawn
Halo 4: Forward Unto Dawn, (comúnmente conocido como Forward Unto Dawn) es una serie de acción ambientada en el universo ficticio de la Franquicia de Halo. La serie fue creada para la promoción del videojuego Halo 4. 
El proyecto es la mayor inversión de Microsoft, con casi $ 10 millones invertidos en la creación de la película. Fue escrito por Aaron Helbing y Todd Helbing, y dirigida por Stewart Hendler.
El 30 de abril de 2012, se anunció que una serie web, jugaría en el primer Machinima y Halo Waypoint durante las semanas previas al lanzamiento de Halo 4.
La serie se estrenó el 5 de octubre de 2012 y estuvo disponible a través del canal de YouTube de Machinima Prime y Halo Waypoint, en su misma página, y en Machinima.com.  , y consta de cinco cortos de 15 minutos de acción en vivo. Una versión extendida de 90 minutos de la serie digital se incluye con la versión de edición limitada Halo 4 , y estará disponible en Blu-ray, DVD, videojuegos Xbox , iTunes y video por demanda de servicios en diciembre de 2012, en los EE.UU. y Canadá. La versión Blu-ray y DVD salió a la venta el 4 de diciembre de 2012, y cuenta con material adicional incluyendo comentarios del director Stewart Hendler, de 343 industries y de los desarrolladores de Halo 4.

## Reparto
- Tom Green como cadete Thomas Lasky.
- Anna Popplewell como cadete Chyler Silva.
- Max Carver como Cadmon Lasky
- Enisha Brewster como cadete Abril Orenski.
- Osric Chau como cadete Junjie Chen JJ.
- Kat De Lieva como cadete Dimah Tchakova.
- Iain Belcher como cadete Walter Vickers.
- Masam Holden como cadete Michael "Sully" Sullivan.
- Daniel Cudmore como El Jefe Maestro, John-117.
- Mike Dopud como el General Daniel Black.
- Ayelet Zurer como la coronel Kennedy L Mehaffey.
- Jill Teed como la coronel Audrey Lasky.